# 韦达 (印尼)
韦达（Weda）是印度尼西亚北马鲁古省的一个城镇，是中哈马黑拉县的县治所在，位于哈马黑拉岛的中部东海岸。2010年统计，韦达所在的韦达区（印尼语：Kecamatan Weda）共有6,677人。当地居民主要使用沙瓦伊语。

## 资料来源
1. ↑  Biro Pusat Statistik, Jakarta, 2011.